# Kensho

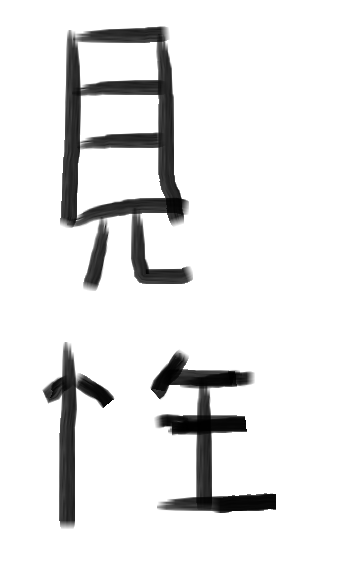
Calligraphie de Kensho

Le kenshō (見性, (jianxing en chinois) littéralement « voir la nature » en japonais) est un concept important du bouddhisme Zen et Chán. On peut le traduire par éveil, illumination ou conscience de soi. Il désigne pour l'individu l'accomplissement de sa propre nature, c'est-à-dire celle du Bouddha. Le kenshō indique un éveil préliminaire qui précèderait l'éveil complet du satori, que le Bouddha et les maîtres zen ont atteint.